# Януш Тшепізур
Януш Роман Тшепізур (пол. Janusz Roman Trzepizur; 21 травня 1959, Намислув) — польський легкоатлет, спеціаліст зі стрибків у висоту. Виступав за збірну Польщі з легкої атлетики у 1979—1983 роках, володар срібної медалі чемпіонату Європи, срібний призер чемпіонату Європи у приміщенні, переможець та призер першостей республіканського значення, учасник літніх Олімпійських ігор у Москві. Бізнесмен, громадський діяч та політик.

## Біографія
Януш Тшепізур народився 21 травня 1959 року в місті Намислув, Польща. Займався легкою атлетикою в Кендзежин-Козьле, проходив підготовку у місцевому клубі Chemika Kędzierzyn.
Уперше заявив про себе на міжнародному рівні в сезоні 1979 року, коли увійшов до складу польської збірної та виступив на Кубку Європи в Турині, де у заліку стрибків у висоту став п'ятим. Бувши студентом, представляв Польщу на Всесвітній Універсіаді в Мехіко — у фіналі стрибнув на 2,21 метра, розташувавшись у підсумковому протоколі змагань на сьомому рядку.
Завдяки низці успішних виступів у 1980 році набув права захищати честь країни на літніх Олімпійських іграх у Москві — у програмі стрибків у висоту показав результат 2,18 метра, ставши у фіналі 12-м.
1981 року перевершив усіх суперників у півфіналі Кубка Європи у Варшаві, став чемпіоном Польщі у стрибках у висоту, був другим на міжнародному турнірі DN Galan у Стокгольмі, третім на Світовому класі в Цюріху, четвертим на Меморіалі Ван Дам в Брюсселі.
У 1982 році взяв участь у чемпіонаті Європи в приміщенні в Мілані — у заліку стрибків у висоту встановив свій особистий рекорд у приміщенні (2,32) і завоював срібну нагороду, поступившись лише західнонімецькому стрибуну Дітмару Мегенбургу. Пізніше на змаганнях у німецькому Еберштадті отримав срібло, встановивши особистий рекорд на відкритому стадіоні — 2,30 метра. Також взяв бронзу на DN Galan, здобув перемогу на міжнародному турнірі Golden Gala у Римі. На чемпіонаті Європи в Афінах з результатом 2,27 став срібним призером, знову перевершений німцем Мегенбургом.
1983 року знову переміг на чемпіонаті Польщі, виграв бронзову медаль на турнірі у Турині та срібну медаль на турнірі у Мюнхені. Після закінчення сезону завершив спортивну кар'єру.
Згодом займався бізнесом, громадською та політичною діяльністю. Обирався членом Сейміка Опольського воєводства від партії «Громадянська платформа».